# Drei Weieren

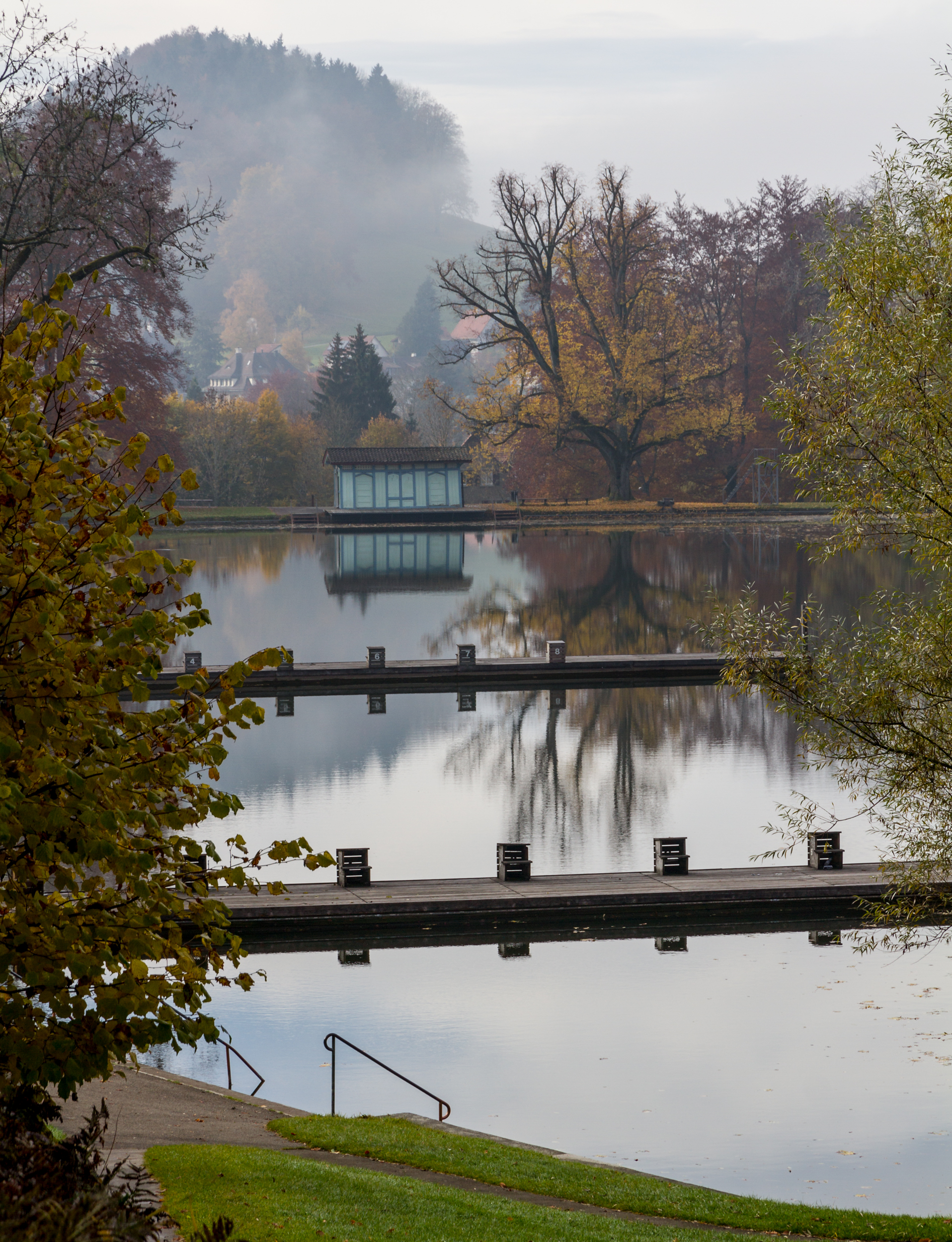
Der Mannenweiher

Drei Weieren ist der Name eines Naherholungsgebietes im zur Stadt St. Gallen gehörenden Quartier St. Georgen. Die fünf künstlich angelegten Weiher befinden sich südlich der Stadt an den Hängen des Freudenbergs und dienen im Sommer als öffentliche Freibäder und im Winter gelegentlich zum Eislaufen. Durch die Mühleggbahn sind sie gut erschlossen. Ausserdem verkehrt im Sommer bei gutem Wetter der sogenannte «Bäderbus» der Verkehrsbetriebe St. Gallen vom Bahnhof via Marktplatz bis an den Eingang des sogenannten Frauenweihers.
Der Name Dreilinden, der von einem ehemaligen Bauerngehöft in der Gegend stammt, wird heute synonym verwendet.

## Geschichte
Die ersten drei Weiher, vermutlich die heutigen Bueben-, Frauen- und Eichweiher, wurden um 1610 auf Geheiss der Stadtobrigkeit angelegt, wie der Chronist Marx Haltmeyer (1640–1702) berichtet. Diese drei Weiher gaben dem Gebiet den heutigen Namen. Sie sollten die Wasserversorgung der Stadt sichern. Besonders für das in der Stadt ansässige Leinwandgewerbe mit seinen Bleichen wurde viel Wasser benötigt. Zudem wollte man so für den Fall von Feuersbrünsten vorsorgen.
1658 wurde der Nellusweiher als vierter Weiher ausgegraben. Er wurde 1920/21 in der Zeit der grossen Stickereikrise als Arbeitsbeschaffungsmassnahme von Arbeitslosen zugeschüttet. An seiner Stelle findet sich heute die Liegewiese zum Frauenweiher.

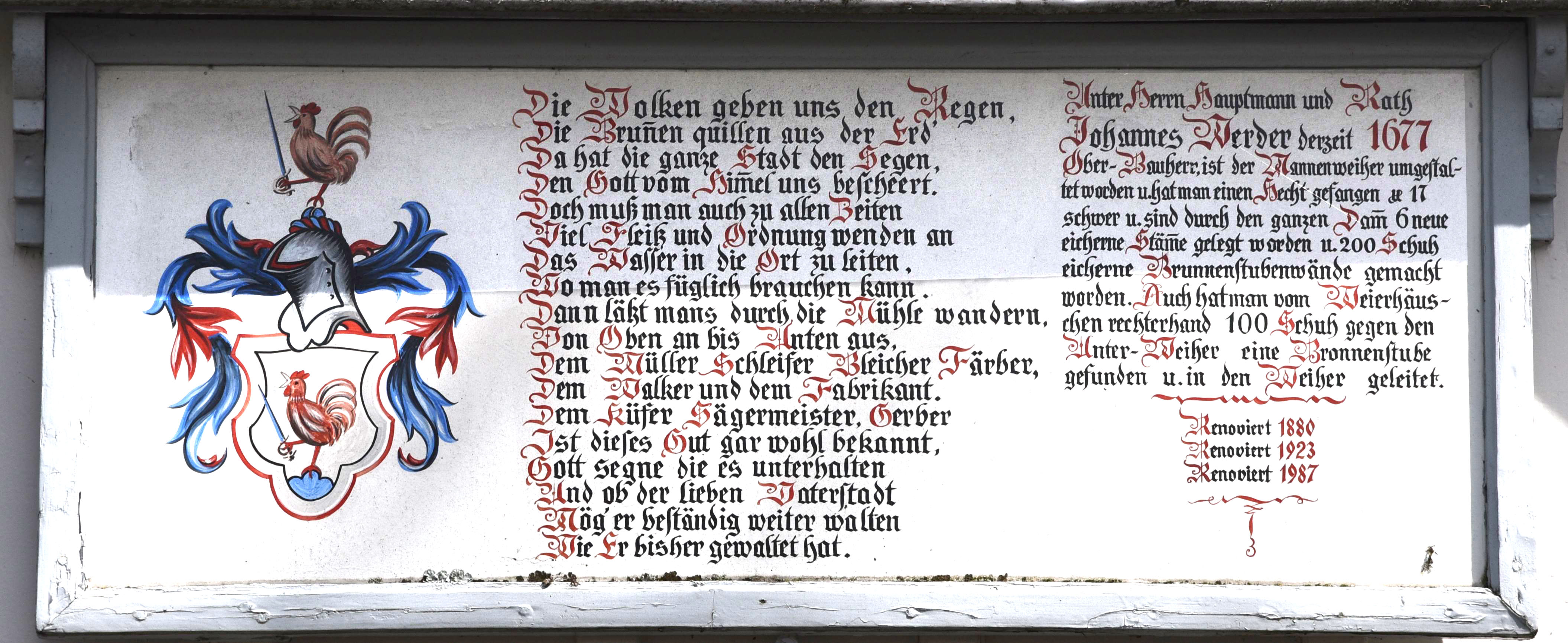
Tafel zur Geschichte des Mannenweihers

1713 wurde mit dem Mannenweiher ein weiterer Weiher ausgegraben. Unter dem Hauptmann und Rat Johannes Werder wurde er später umgestaltet, wobei auch ein Weiherhäuschen errichtet wurde. Dieses wurde 1880, 1923 und 1987 renoviert.
Die Namen Mannen-, Bueben- und Frauenweiher stammen wohl aus der Zeit zu Beginn des 18. Jahrhunderts, als sie erstmals auch zum Baden verwendet wurden. Der Chrüzweiher (er hatte seinen Namen von einem Grenzstein, auf dem Kreuze eingemeisselt waren und der die Grenze zwischen der Stadtrepublik und der Fürstabtei markierte) wurde zum Frauenweiher, und so gab es nun also einen Frauenweiher, einen Buebenweiher und einen Mannenweiher, gestreng der damals geforderten Geschlechtertrennung für Badeanstalten. Da es den Stadtoberen aber missfiel, dass hier Gejohle, Unfug und Geschrei selbst zur Zeit der Sonntagspredigt herrschten, wurde das Baden bald wieder verboten, was aber offenbar nicht allzu lange Bestand hatte.
1835 wurde der Buch- oder Totenweiher angelegt. 1948 lief er aus, nachdem ein Unwetter den Damm zerstört hatte. Der Name Totenweiher geht auf die «Saga vom Totenweiher» von Salcia Landmann zurück, nach der arme ledige Mütter hier ihre Neugeborenen ertränkt haben sollen.

## Geographie
Die Weiher von West nach Ost (mit grösster Länge und Breite):
- Mannenweiher (ca. 310 × 90 m)
- Buebenweiher (ca. 270 × 140 m)
- Frauenweiher, früher Chrüzweiher (ca. 300 × 130 m)
- (Nellusweiher, ca. 280 × 60 m, 1920 zugeschüttet)
- Eichweiher (ca. 100 × 50 m)
- (Buch- oder Totenweiher, ca. 70 × 20 m, 1948 ausgelaufen)
- Altmannenweiher, etwas oberhalb im Wald (ca. 50 × 40 m)

Insgesamt sind heute also noch fünf Weiher vorhanden, zeitweise waren es sogar sieben. Der Name Drei Weieren ist dennoch geblieben. Nicht zu den Drei Weieren gehören der Müleggweiher über der Müleggschlucht (Mülenenschlucht) und der Wenigerweiher zwischen St. Georgen und Vögelinsegg.

## Heutige Nutzung
Der Mannenweiher ist heute ein städtisches Freibad mit freiem Eintritt und ohne Zugangsbeschränkung. Daher ist er im Sommer ein beliebtes Ziel auch für Partys und Nachtschwärmer. Am See gibt es am nördlichen Ende ein Umkleide-Haus mit Steganlage mit abgeteiltem Schwimmbereich und 3-m-Sprungbrett, an der südöstlichen Seite eine 50-m-Schwimmbahn zwischen zwei Stegen mit je 8 Startblöcken und einer schönen Tribüne am Ufer, in der südwestlichen Ecke ein Wasserballfeld, daneben ein weiteres Umkleide-Gebäude, in dem auch der Aufenthaltsraum der Bademeister untergebracht ist. Am westlichen Ende gibt es einen langen Steg und am Ufer eine Kapelle, ein Haus mit umlaufendem Steg, ein 1-m- und ein 3-m-Sprungbrett sowie einen grossen Picknick-Platz mit Volleyball-Feld. An der nördlichen Seite erstreckt sich ein grosser Schrebergarten auf der ganzen Seelänge. Beklagt wird Abfall und von einigen auch nächtlicher Lärm. Die Überwachung des Badebetriebes durch Bademeister sollte wegen eines Sparpaketes per 2025 eingestellt werden, diese Massnahme wurde allerdings vom Stadtparlament abgelehnt.

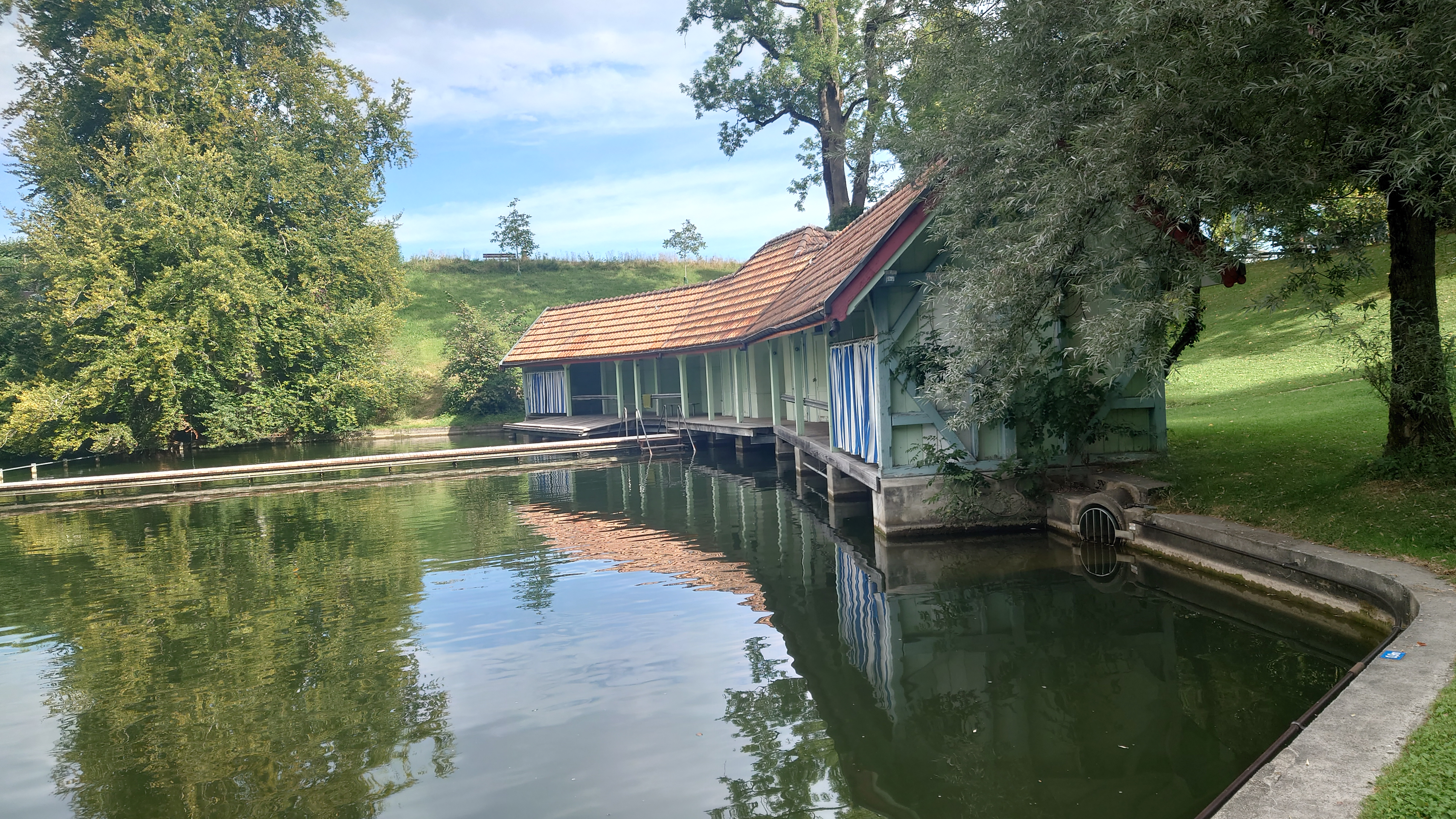
Mannenweier: Das östliche Umkleidehaus.

Der Buebenweiher ermöglicht wegen der üppig wachsenden Wasserpflanzen kein Baden, ist aber im Winter derjenige Weiher, der bei genügender Eisdecke zum Schlittschuhlaufen freigegeben wird. Der Frauenweiher, offiziell 'Familienbad' genannt ist ebenfalls ein öffentliches Schwimmbad; hier wird Eintritt verlangt. Das Bad verfügt über eigene Kleinkindbecken, einen Spielplatz und eine grossräumige, mit Bäumen bestandene Liegewiese. 
Der Eichweiher ist klein und stark verwuchert und zum Baden nicht geeignet. Der noch kleinere Altmannenweiher liegt im Wald schattig versteckt und wird wenig aufgesucht.